# Naćmierz, Hạt Łobez
Naćmierz [ˈnat͡ɕmjɛʂ] (tiếng Đức: Natzmersdorf) là một khu định cư ở khu hành chính của Gmina Resko, thuộc quận Łobez, West Pomeranian Voivodeship, ở phía tây bắc Ba Lan. Nó nằm khoảng 16 kilômét (10 mi)   phía đông nam Resko, 11 km (7 mi) phía bắc obez và 76 km (47 mi) về phía đông bắc của thủ đô khu vực Szczecin.
Trước năm 1945, khu vực này là một phần của Đức. Đối với lịch sử của khu vực, xem Lịch sử của Pomerania.
Khu định cư có dân số 100 người.